# Zenith Electronics Corporation
Zenith Electronics ist ein US-amerikanischer Hersteller von Unterhaltungselektronik. Das Unternehmen beschäftigt rund 1000 Mitarbeiter und ist seit 1999 eine Tochtergesellschaft von LG Electronics. Der Firmensitz befindet sich in Lincolnshire, Illinois.

## Geschichte

Erstes Logo der Zenith Radio Corporation

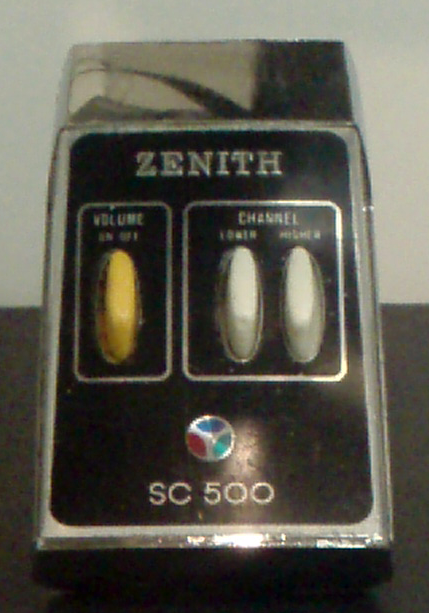
Space Commander 500 (1958)

Die Anfänge des Unternehmens reichen bis in das Jahr 1918 zurück, als der Firmengründer Eugene F. McDonald zusammen mit einem Freund in seiner Küche in Chicago, Illinois, Funkgeräte für Funkamateure zusammenbaute. Anfang der 1920er-Jahre verkaufte McDonald Radiogeräte unter dem Namen Z-Nith, der sich von seinem Amateurfunkrufzeichen 9ZN ableitete. 1923 schließlich gründete er die Zenith Radio Corporation.
Die Firma entwickelte sich schnell zum Branchenführer neben Philco. Mitte der 1920er-Jahre sorgte Zenith für die Gründung der Vorläuferorganisation der Consumer Electronics Association. Außerdem wurde unter der Regie von Zenith die National Association of Broadcasters gegründet, deren erster Präsident Eugene McDonald war. Auch die Behörde, die später zur Federal Communications Commission werden sollte, entstand auf Empfehlung von Zenith.
Im Jahr 1924 brachte Zenith das erste tragbare Radio der Welt auf den Markt. 1927 folgte dann das erste Radio mit Tasten zur Senderwahl. Im selben Jahr führte Zenith den vor allem in den USA bekannten Werbeslogan „The Quality Goes In Before The Name Goes On“ (deutsch etwa: Die Qualität zählt mehr als der [Marken]name) ein.
In den 1930er-Jahren begann Zenith damit, mit Fernsehübertragungen zu experimentieren, und 1948 lieferte die Firma ihre ersten Schwarz-Weiß-Fernseher aus. 1955 entwickelte das Unternehmen mit der Flash-Matic die erste kabellose Fernbedienung überhaupt und brachte 1956 mit dem Space Commander die erste Ultraschallfernbedienung heraus. 1961 kam der erste Farbfernseher von Zenith auf den amerikanischen Markt. Die Firma spielte eine bedeutende Rolle im Bereich des Stereofernsehens, Stereoradios und digitalen Fernsehens in den USA. Ihr Chefentwickler Carl Eilers wurde dafür vielfach ausgezeichnet.
Aufgrund des Marktdrucks im Unterhaltungselektroniksegment stieg Zenith Ende der 1970er-Jahre in den Markt für elektronische Bauelemente und Kabelfernsehprodukte ein. 1979 kaufte das Unternehmen für 64,5 Millionen US-Dollar die Firma Heathkit mit Sitz in Benton Harbor, Michigan. Heathkit war zu dieser Zeit der führende Hersteller von elektronischen Bausätzen und hatte gerade begonnen, Personal Computer herzustellen. Mit dem Kauf wurde die Firma zu: "Zenith Data Systems" (ZDS, siehe unten). 1989 verkaufte Zenith die Abteilung Data Systems an Groupe Bull, die ZDS im Jahr 1996 für 650 Millionen US-Dollar an Packard Bell verkaufte.
1982 verkaufte Zenith das letzte Radio und änderte 1984 den Firmennamen in Zenith Electronics Corporation. Im November 1999 wurde das Unternehmen von der LG Group übernommen.

### Zenith Data Systems (ZDS)

Logo von ZDS

Logo von ZDS als Tochter der Groupe Bull

Zweites Logo der Bull-Tochter

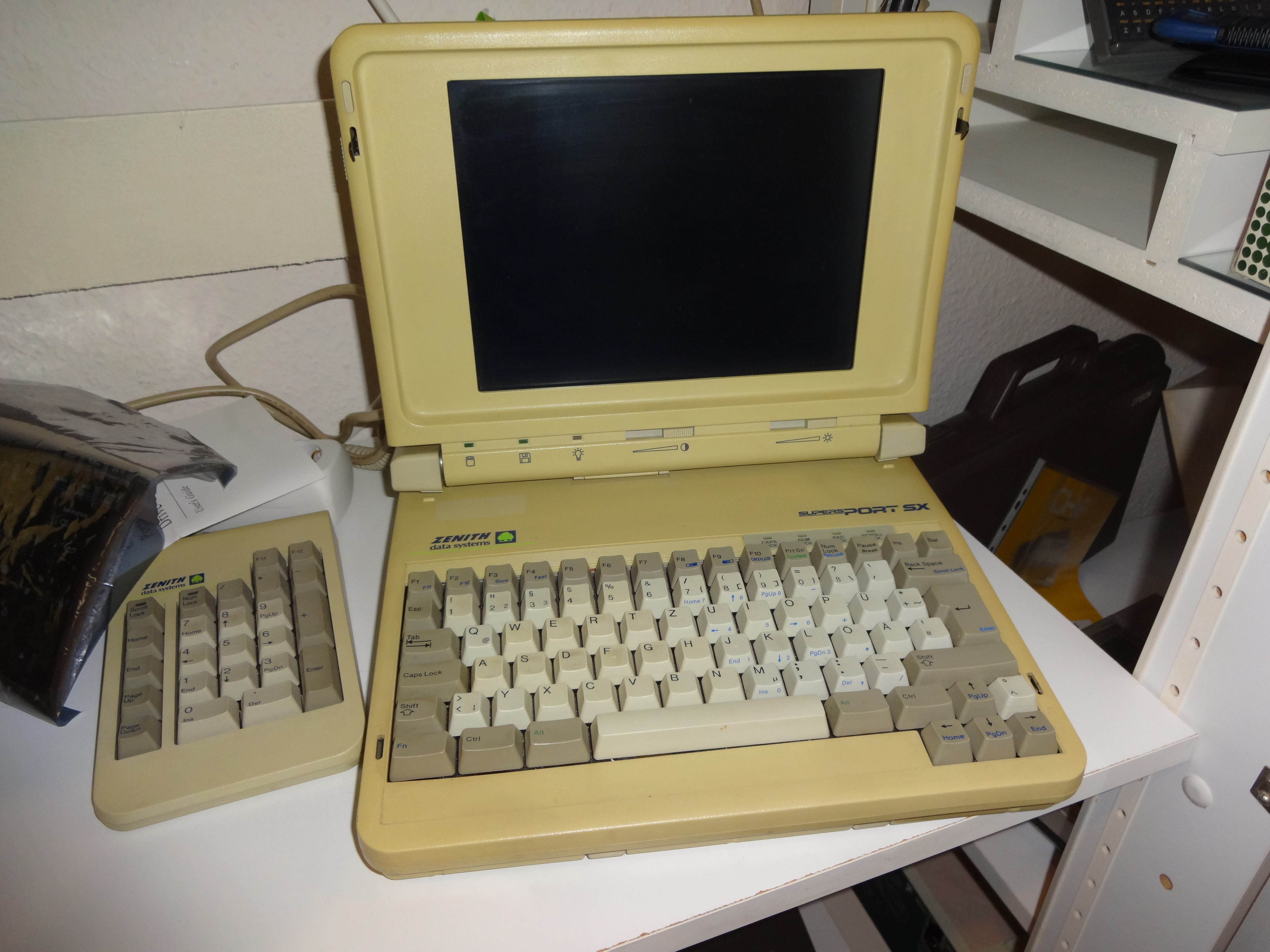
supersPORT sx

Um in den Markt für elektronische Bauteile einzusteigen, kaufte Zenith 1979 die Firma Heathkit und benannte sie in Zenith Data Systems um. Zunächst wurden die Computer von Heathkit wie der H89 unter dem Label von Zenith Data Systems als Z-89 weiterverkauft. Dieser Rechner basierte auf einem Z80-Prozessor und wurde mit den Betriebssystemen HDOS oder CP/M betrieben.
1981 stellte ZDS den Z-100 vor. Dieser PC verfügte sowohl über einen Z-80-Prozessor als auch über eine Intel 8088 CPU und verwendete einen S-100-Bus. 1983 schloss Zenith Data Systems mit der United States Navy und der United States Air Force einen Vertrag über den Kauf von 6000 Z-100 Computern ab. Das Gerät kostete damals für den Endverbraucher 2.899 US-Dollar. Auf diesen Großauftrag folgten in den kommenden Jahren weitere Aufträge von US-amerikanischen Regierungseinrichtungen. Auch die Deutsche Bundeswehr vertraute auf Zenith-Computer. 1986 kaufte die United States Military Academy in West Point Z-248-SX-Computer, um damit erstmals Computer im Lehrbetrieb einzusetzen.
Im Jahr 1985 brachte Zenith einen tragbaren PC heraus – den über 6 kg schweren Zenith Z-171. 1987 folgten die ersten Laptops – die Modelle Z-181 und Z-183. Sie basierten wie schon der Z-171 auf einer Intel-8088-CPU. Der Z-181 war mit zwei 5¼-Zoll-Diskettenlaufwerken bestückt, während der Z-183 mit einem Diskettenlaufwerk und einer Festplatte ausgeliefert wurde. Das Nachfolgemodell SupersPORT war dann schon mit einem Intel 80286 ausgestattet. Die US Navy wählte dieses Modell für den ersten Großauftrag für Laptops durch eine amerikanische Regierungsbehörde. Zu dieser Zeit dominierte Zenith den Laptop-Markt.
1989 stellte Zenith den minisPORT vor. Dieser Vorläufer eines Subnotebooks basierte auf einer Intel-80C88-CPU und war der einzige Laptop, der 2-Zoll-Disketten verwendete.
1994 entwickelte ZDS zusammen mit Intel und Xircom den Enhanced Parallel Port.
Zenith Data Systems sponserte den Full Members Cup von 1989 bis zu seinem Ende im Jahr 1992.

## Produkte
- Fernsehgeräte
- Digitalreceiver
- Surround-Systeme